# Ungureni (Tătărăști), Bacău
Ungureni este un sat în comuna Tătărăști din județul Bacău, Moldova, România.